# Hrant Melkoemjan

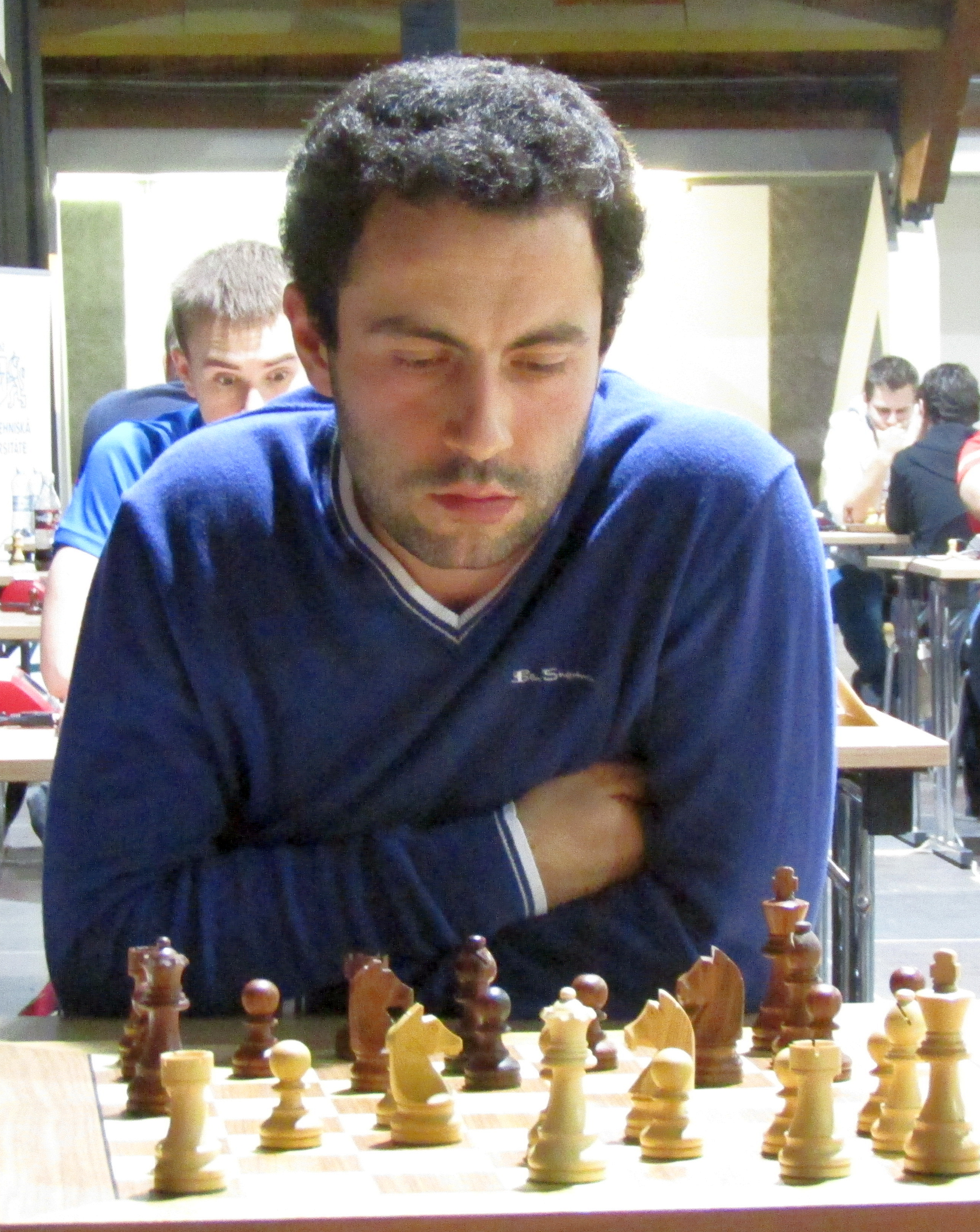
Hrant Melkoemjan in 2016

Hrant Melkoemjan (Armeens: Հրանտ Մելքումյան) (Jerevan, 30 april 1989) is een Armeense schaker. Hij is sinds 2008 een grootmeester (GM). In 2011 was hij Europees kampioen blitzschaak.

## Schaakcarrière
- 2006: 2e op het Wereldkampioenschap schaken voor jeugd in de categorie tot 18 jaar[1]
- 2009: gedeeld 1e–5e met Sergej Volkov, Andrej Rytsjagov, Andrej Devjatkin en Zhou Weiqi in het Chigorin Memorial[2]
- 2010: gedeeld 1e–8e met Sergej Volkov, Viorel Iordăchescu, Eduardo Iturrizaga, Gadir Guseinov, David Arutinian, Aleksej Aleksandrov en Tornike Sanikidze in het 12e Dubai Open toernooi[3]
- 2011: gedeeld 2e–4e met Borki Predojević en Mircea Pârligras in het 41e International Bosnië toernooi Sarajevo;[4] gedeeld 1e–2e met Baadoer Dzjobava in het Lake Sevan toernooi in Martoeni (Armenië) en tweede na tie-break;[5] gedeeld 3e–15e in de open sectie van het 15e Corsican Circuit.[6]
- december 2011: gedeeld 1e–3e met Aleksej Drejev en Radosław Wojtaszek in het Europees kampioenschap Blitzschaak; Melkoemjan won na tie-break[7]
- januari 2012: winnaar van het 2e Armeense Chess960 kampioenschap[8]
- februari 2012: gedeeld 4e–8e met Aleksandr Chalifman, Maxim Rodshtein, Fabiano Caruana en Dmitry Andreikin in het 11e Aeroflot Open[9]
- 2013: gedeeld 1e–8e met Alexander Moiseenko, Jevgeny Romanov, Oleksandr Beljavsky, Constantin Lupulescu, Francisco Vallejo Pons, Sergei Movsesian, Ian Nepomniachtchi, Aleksej Drejev en Jevgeni Aleksejev op het Europees kampioenschap schaken.[10]
- 21 februari 2014: winnaar van het Casino Graz International, gehouden in Graz (Oostenrijk)[11]
- juni 2014: winnaar van het internationale Teplice Open toernooi in Tsjechië[12]
- 12 juli 2014: winnaar van het 34e Open International Villa de Benasque, gehouden in Benasque (Spanje)[13]
- augustus 2014: winnaar, met 7.5 pt. uit 9, van het Riga Technical University (RTU) Open toernooi
- 2017: gedeeld 1e–3e met Gabriel Sargissian en Sébastien Mazé bij het 9e CSC London Chess Classic FIDE Open.[14]

## Externe koppelingen
- (en)   Informatie over schaakpartijen van Hrant Melkoemjan op ChessGames.com
- (en)   Informatie over schaakpartijen van Hrant Melkoemjan op 365chess.com
- (en)  FIDE-ratinggegevens voor Hrant Melkoemjan